# Burning Spear
Winston Rodney (nacido el 1 de marzo de 1945), más conocido como Burning Spear, es un músico y cantante jamaiquino de roots reggae. Como muchos otros cantantes jamaicanos de reggae, Burning Spear es conocido por sus mensajes Rastafari. 
Rodney nació en Saint Ann's Bay, Condado de Middlesex (Jamaica), Jamaica, como Bob Marley y Marcus Garvey; ambos tuvieron una gran influencia en la vida de Rodney. Garvey por su filosofía, la cual Burning Spear abrazó con agrado, y Marley porque le ayudó directamente a empezar en el mundo de la música. Burning Spear fue originalmente el nombre del grupo de Rodney, llamado después Jomo Kenyatta, como el primer primer ministro y Presidente de la independizada Kenia. La fama que fue tomando el nombre del grupo hizo que gradualmente Burning Spear se convirtiera en sinónimo del nombre de Rodney. 
Burning Spear ha sido uno de los más fuertes defensores de la autodeterminación propugnada por Marcus Garvey y de la repatriación de todos los descendientes Africanos. Varios de sus trabajos conmemoran este activismo africano.
En 2002, Burning Spear y su esposa, Sonia Rodney quien ha producido muchos de sus álbumes, fundaron Burning Spear Records.
Burning Spear lleva un mensaje de honestidad, paz y amor, que integra con mensajes religiosos y políticos de Rasta y en favor la unidad negra.

## Discografía de Burning Spear

### Álbumes de estudio
- Studio One Presents Burning Spear (1973)
- Rocking Time (1974)
- Marcus Garvey (1975)
- Garvey's Ghost (1976)
- Man in the Hills (1976)
- Dry & Heavy (1977)
- Marcus' Children aka Social Living (1978)
- Living Dub Vol. 1 (1979)
- Hail H.I.M. (1980)
- Living Dub Vol. 2 (1980)
- Farover (1982)
- The Fittest Of The Fittest (1983)
- Resistance (1986)
- People Of The World (1986)
- Mistress Music (1988)
- Mek We Dweet (1990)
- Jah Kingdom (1991)
- The World Should Know (1993)
- Rasta Business (1995)
- Living Dub Vol. 3 (1996)
- Appointment With His Majesty (1997)
- Living Dub Vol. 4 (1999)
- Living Dub, Vol. 5 (1999)
- Calling Rastafari (1999)
- Free Man (2003)
- Living Dub Vol. 6 (2004)
- Our Music (2005)
- Jah is Real (2008)
- No Destroyer (2023)

### Álbumes en directo
- Live (1977)
- Live In Paris Zenith '88 (1989)
- Love & Peace: Burning Spear Live! (1994)
- (A)live In Concert 97 (1998)
- Live At Montreaux Jazz Festival 2001 (2001)
- Live In South Africa 2000 (2004)

### Recopilatorios
- Harder Than The Best (1979)
- Reggae Greats: Best of Island years 1975-1978 (1984)
- 100th Anniversary: Marcus Garvey/Garvey's Ghost (1987)
- The Fittest Selection: Greatest hits of 1980-1983 (1987)
- The Original (1992)
- Chant Down Babylon The Island Anthology (1996)
- Best of Burning Spear (1996)
- Ultimate Collection: Best of Collection (2001)
- Spear Burning: Best of the non-albums releases (2001)
- Best of the Fittest: Best of Collection (2001)
- Rare and Unreleased (2001)
- 20th Century Masters: The Best of Burning Spear: Best of the Island years (2002)
- Jah No Dead (2003)
- Creation Rebel (2004)
- Sounds from the Burning Spear (2004)
- The Burning Spear Experience (2007)
- Live in the festival de Alemania (2010)